# 克雷斯帕诺-德尔格拉帕
克雷斯帕诺-德尔格拉帕（義大利語：Crespano del Grappa），曾是意大利威尼托大区特雷维索省的一个市镇。总面积17平方公里，人口4726人，人口密度278.0人/平方公里（2009年）。国家统计（ISTAT）代码为026024。
2019年1月30日克雷斯帕诺-德尔格拉帕和帕代尔诺-德尔格拉帕两市镇合并为新的市镇皮耶韦-德尔格拉帕。

## 友好城市
- 美国佛森 2000年